# Joyosa

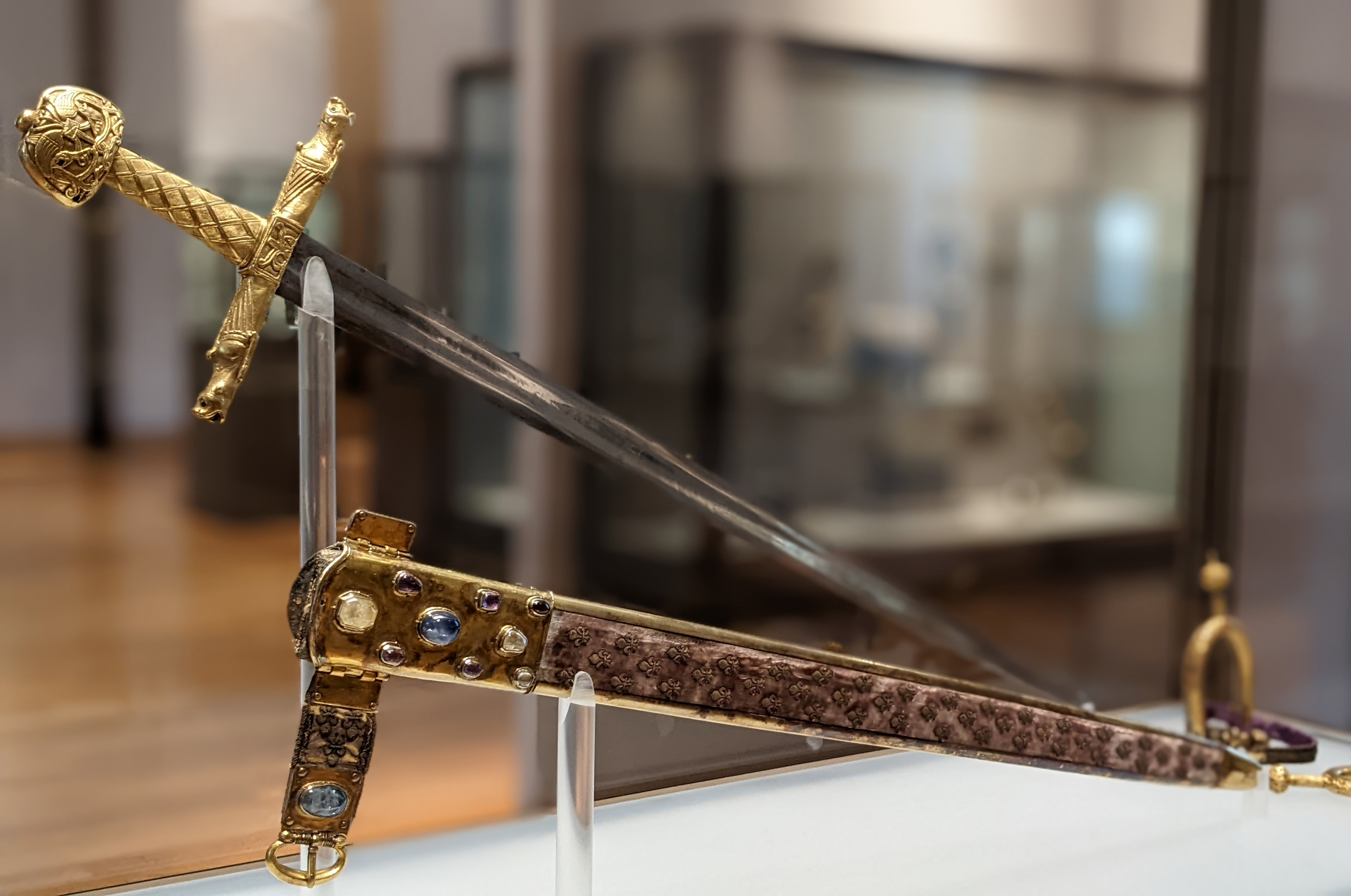
La Joyosa exhibida en el Louvre.

La Joyosa (en francés: Joyeuse; en occitano: Juèsa) fue la espada perteneciente a Carlomagno, según cuentan los relatos (estrofas CLXXXIII y CCXV del Cantar de Roldán), descrita así:

(...) su espada Joyosa, que jamás tuvo su par: cambia de color treinta veces por día. (...)

La espada era usada en las ceremonias de la consagración de los reyes de Francia.

## Galería

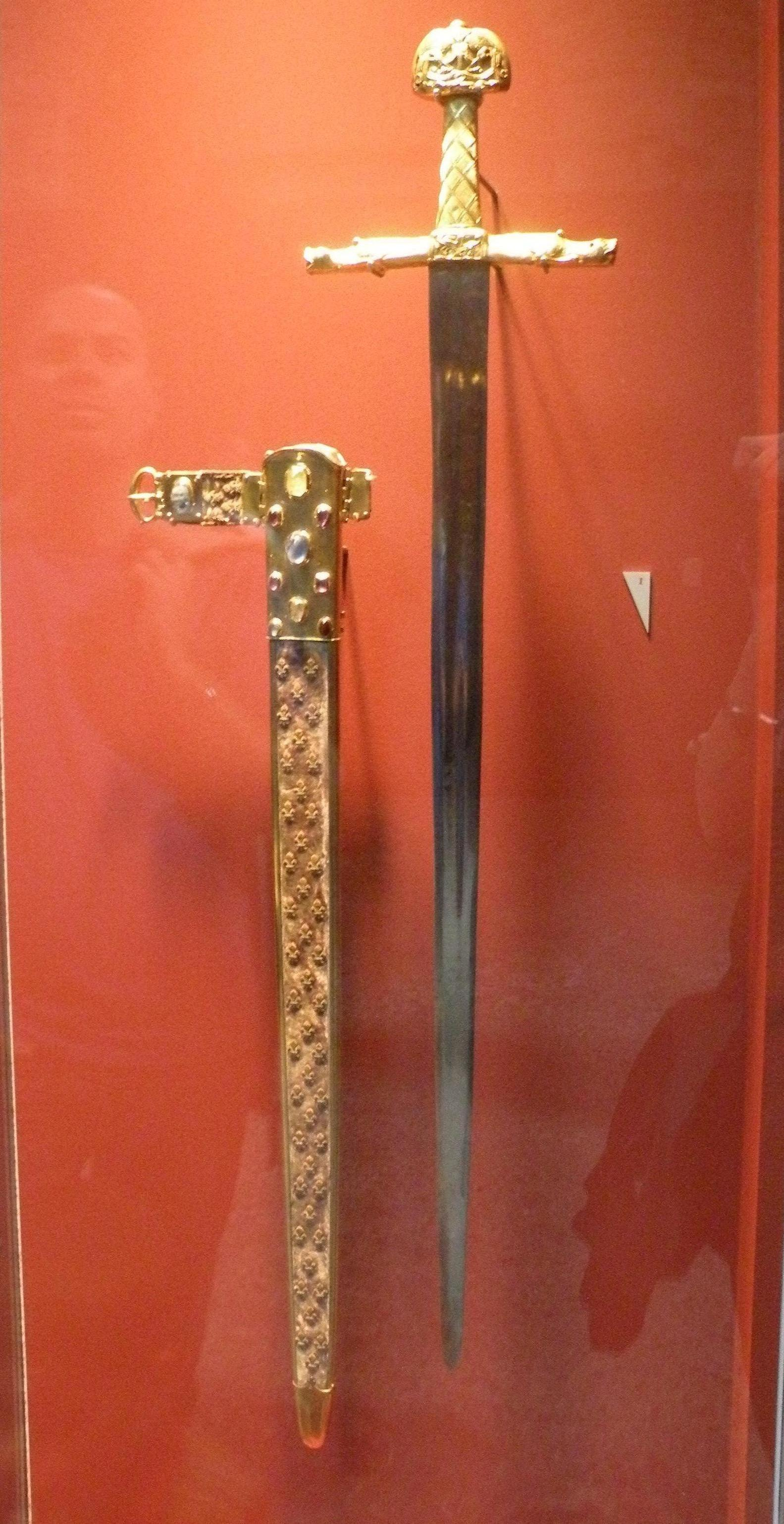
Joyeuse
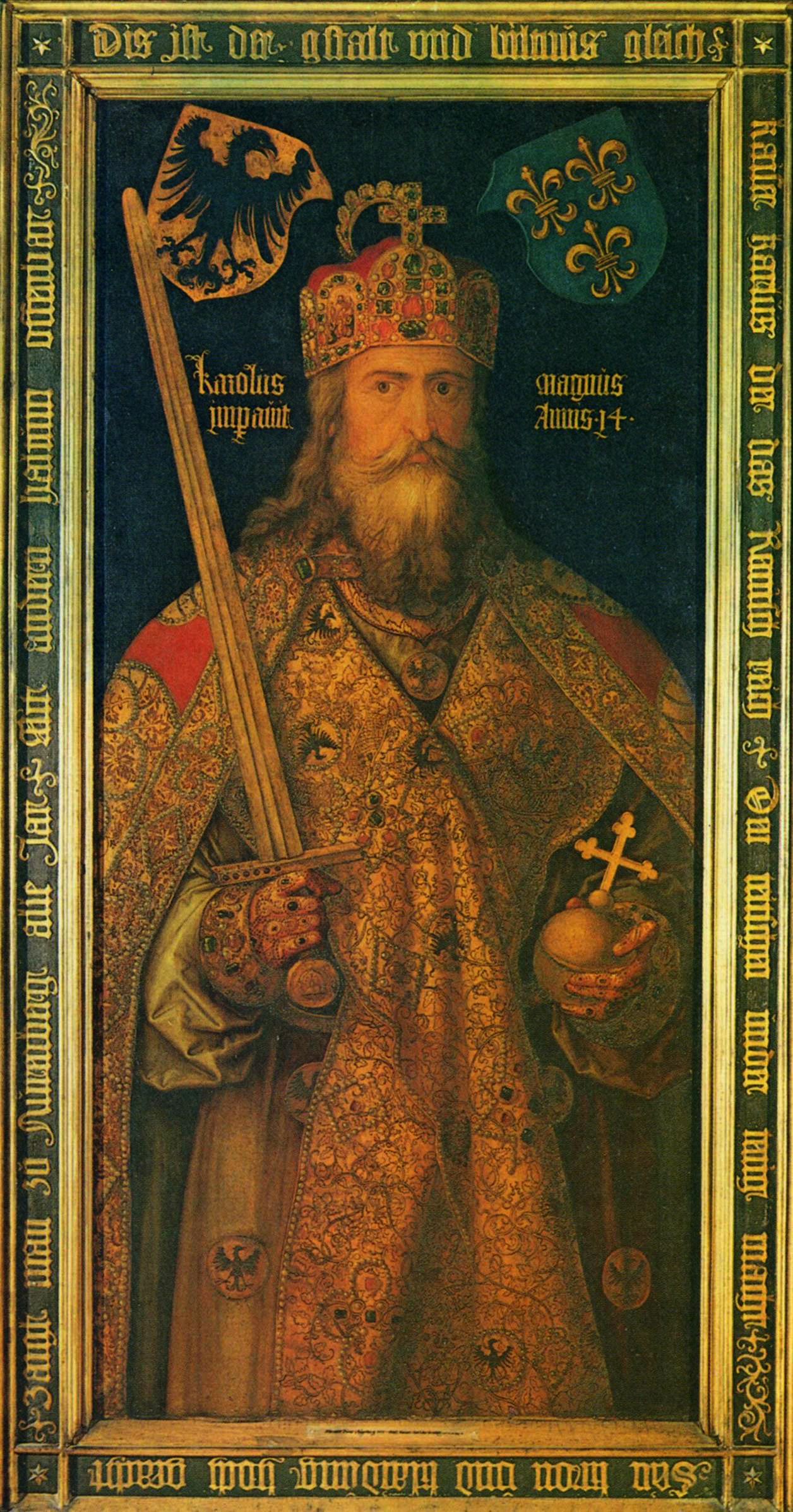
Carlomagno con la espada - Alberto Durero

## Cultura popular
- En el videojuego Castlevania: Aria of Sorrow, emitido en 2003, Joyosa descrita en el juego como "hermosa espada hecha de oro",aparece como una de las espadas que el protagonista, Soma, al encontrarla escondida en el castillo puede seleccionarla como su arma de ataque.